# Hospital de Santa Maria Nuova

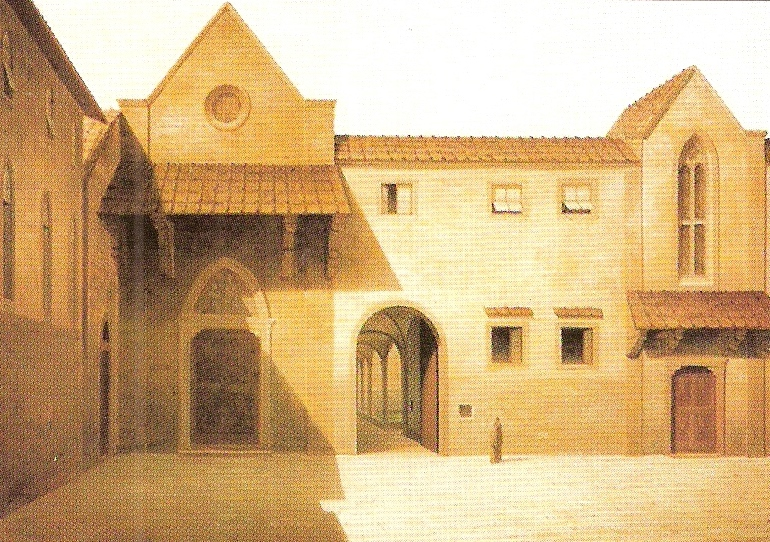
Fachada antigua del hospital, antes de la construcción del ingreso principal. Pintura de Fabio Borbottoni (1820-1902).

 El Hospital de Santa Maria Nuova (en italiano, Ospedale di Santa Maria Nuova) es un hospital ubicado en Florencia, Italia. Es el centro médico más antiguo y en funcionamiento de la ciudad de Florencia, y puede albergar aproximadamente a 2000 pacientes. Fundado entre 1285 y 1288, conserva en su interior obras artísticas de importantes maestros de la pintura, aunque algunas han sido trasladadas a otros museos.

## Historia

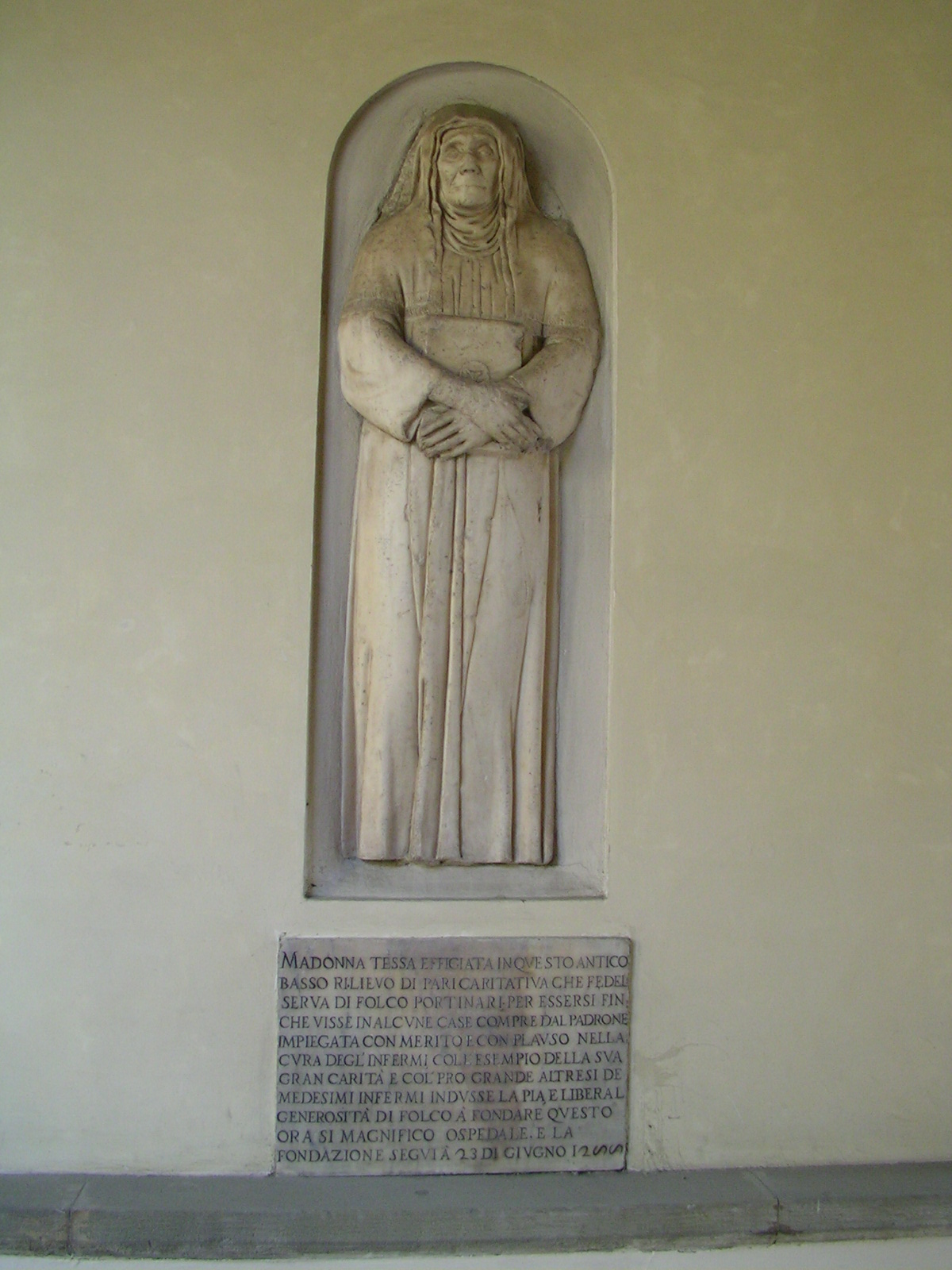
Relieve de Monna Tessa (o Madonna Tessa).

El hospital fue fundado entre 1285 y 1288 por Folco Portinari, el padre de Beatriz Portinari, dama florentina idealizada por Dante Alighieri en sus obras literarias. Portinari fue convencido de construir el hospital por Monna Tessa, sirvienta de la familia, cuyos restos están enterrados en el Claustro de los Huesos del centro hospitalario. Según documentos de la época, Portinari adquirió en 1285 la parcela de terreno donde se encontraba la parroquia de San Michele dei Visdomini, lugar donde se llevaría a cabo la construcción del hospital.
Es una de las más antiguas e importantes instituciones florentinas de asistencia social, que adquirió riqueza y poder a través de los siglos gracias a las donaciones de los ciudadanos, especialmente durante las peste de 1348. Cabe destacar, que el hospital tiene un amplio legado artístico, al estar decorado profusamente por algunos de los grandes artistas florentinos. Algunas de sus obras maestras se exhiben en los museos cercanos como el Spedale degli Innocenti y el Museo Nacional de San Marcos. En el año 1300, el Monasterio de Sant'Egidio, que estaba vecino al hospital fue incorporado al proyecto hospitalario. Con la nueva adición, se decidió dividir el hospital en dos áreas, la sección femenina (ubicada en el antiguo hospital) y la sección masculina (ubicada en el monasterio). El hospital tiene capacidad para 2000 pacientes.

### El Quattrocento
En el siglo XV, el hospital gozó de una importante prosperidad económica y en 1419 recibió la visita del Papa Martín V, quien consagró la iglesia del centro médico en 1458. Al año siguiente se adicionó al edificio original un claustro, obra que estuvo a cargo de Bicci di Lorenzo, y la cual marcó una importante transformación y expansión al plan inicial. El claustro aún conserva una luneta donde está representada una Pietà del artista Giovanni della Robbia y una escultura de la Virgen con el Niño y dos ángeles atribuida a Michelozzo. En las primeras décadas del siglo XV, los pasillos fueron decorados con frescos de Niccolò di Pietro Gerini, algunos de los cuales todavía se preservan en su ubicación original y otros fueron retirados y colocados en la sala del Papa Martín V, donde actualmente está ubicada la oficina del presidente del hospital. En el Claustro de los Huesos se encontraba el fresco el Juicio Universal, obra encargada por Gerozzo Dini en 1499 a Fray Bartolomeo y Mariotto Albertinelli, para decorar la capilla fúnebre de su madre. Debido a su estado de degradación, en 1871 la película pictórica fue separada de la pared y trasladada al Museo Nacional de San Marcos.

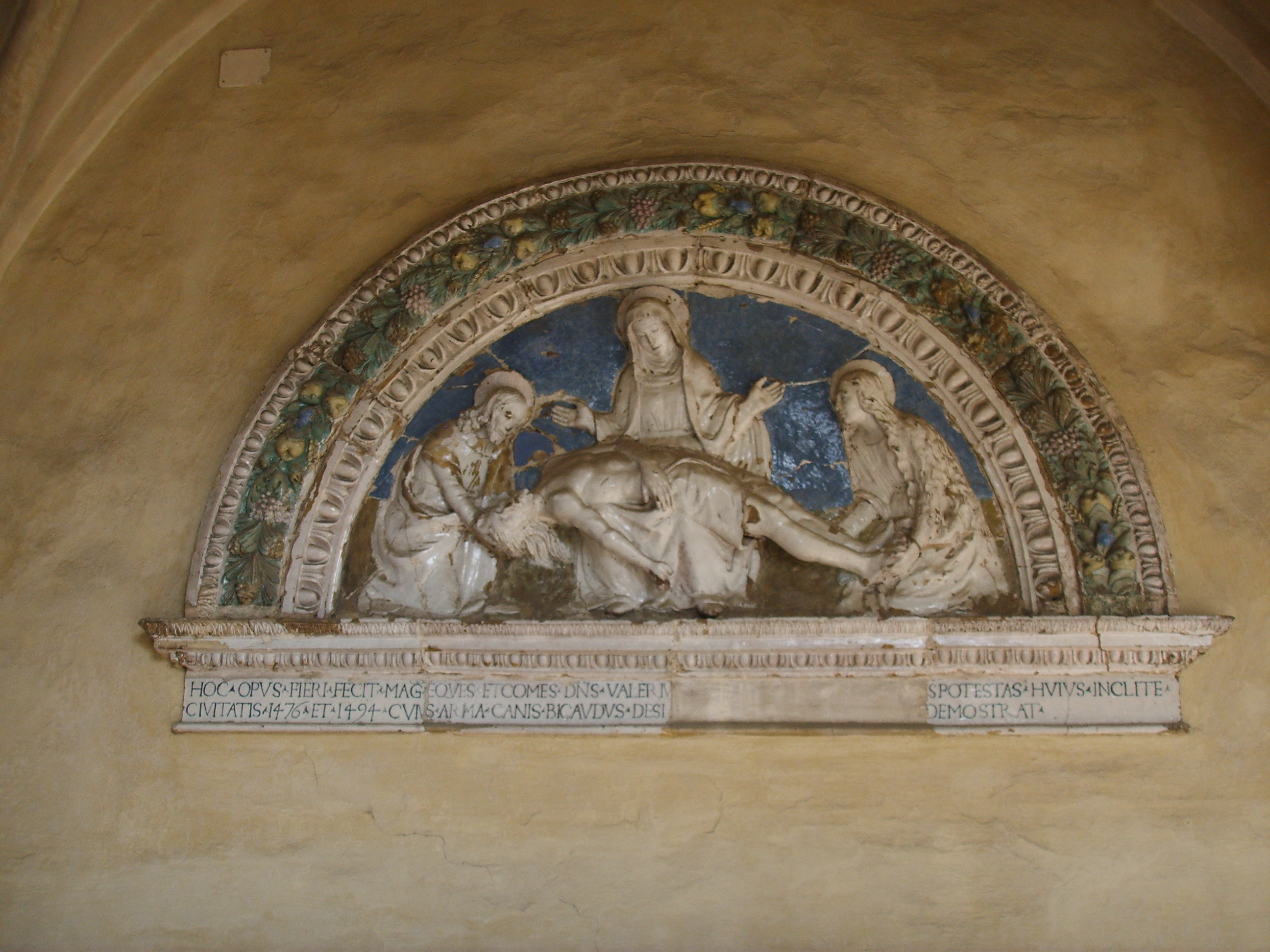
Luneta por el artista Giovanni della Robbia.

### El Cinquecento
En el siglo XVI importantes artistas intervinieron en la decoración del hospital como: Juan de Bolonia, que realizó estucos en la sección masculina del hospital. Alessandro Allori, que recibió el encargo de pintar frescos en la capilla en el área destinada a los hombres. Bernardo Buontalenti, que pintó frescos en las paredes y techos de la sección destinada a las mujeres. También, se encargó a este último artista el diseñó de la entrada principal al establecimiento, sin embargo, Bountalenti nunca llegó a ver la implementación de su proyecto. En 1611 se inició la construcción del ingreso al hospital, a cargo del arquitecto Giulio Parigi y se completó en 1960. Algunos frescos que decoraron el hospital fueron trasladados posteriormente a la Pinacoteca del museo Spedale degli Innocenti.